# Венегоно-Инфериоре
Венегоно-Инфериоре (итал. Venegono Inferiore) — коммуна в Италии, располагается в провинции Варесе области Ломбардия.
Население составляет 5911 человек (на 2004 г.), плотность населения составляет 1024,36 чел./км². Занимает площадь 5 км². Почтовый индекс — 21040. Телефонный код — 0331.
Покровителем коммуны почитается святой апостол Иаков Младший, празднование 3 мая.